# Salmo visovacensis
Salmo visovacensis är en fiskart som beskrevs av Taler, 1950. Salmo visovacensis ingår i släktet Salmo och familjen laxfiskar. Inga underarter finns listade i Catalogue of Life.